# Now Hot Hits & Cool Tracks 3
Now Hot Hits & Cool Tracks 3 er et dansk opsamlingsalbum udgivet 3. september 2007.
Cd 1, Hot Hits, er de største hits fra toppen af radio- og downloadlisterne. Cd 2, Cool Tracks, er undergrundshits, upcoming hits og hit-relaterede overraskelser.

## Spor

### Cd 1
1. Justin Timberlake: "Lovestoned / I Think She Knows"
2. Rihanna feat. Jay-Z: "Umbrella"
3. Maroon 5: "Makes Me Wonder"
4. Tv-2: "S.O.M.M.E.R."
5. Mika: "Relax, Take It Easy"
6. Alphabeat: "Fascination"
7. Nik & Jay: "Et Sidste Kys"
8. Beth Hart: "Good As It Gets"
9. Timbaland feat. Keri Hilson & D.O.E.: "The Way I Are"
10. Gwen Stefani: "4 In The Morning"
11. Akon: "Don't Matter"
12. James Morrison: "Undiscovered"
13. Fergie: "Big Girls Don't Cry"
14. Avril Lavigne: "When You're Gone"
15. Orup: "Sjung Halleluja (Och Prisa Gud)"
16. Natasha Bedingfield: "I Wanna Have Your Babies"
17. BliGlad: "Ulla Pige"
18. Lionel Richie : "All Around The World" (Bob Sinclar Remix)
19. JoJo: "Anything"
20. Kelly Clarkson: "Never Again"

### Cd 2
1. Bob Sinclar: "Sound Of Freedom"
2. JaConfetti: "Hold Nu Kay (Eddie Confetti Remix)"
3. Global Deejays feat. Technotronic: "Get Up"
4. Torrpedorr: "Lommen Fuld Af Guld"
5. Björk: "Earth Intruders"
6. Tokio Hotel: "Monsoon"
7. Trentemøller: "Moan"
8. UFO Yepha: "Ung, Dum Og Trendy"
9. Dúné: "A Blast Beat"
10. Kelly Rowland feat. Eve: "Like This"
11. Figurines: "Hey, Girl"
12. Ali Kazim: "La' Mig Leve"
13. Kaiser Chiefs: "Everything Is Average Nowadays"
14. R. Kelly feat. Usher: "Same Girl"
15. McFly: "Transylvania"
16. Booty Cologne: "Crank It Up"
17. Razorlight: "I Can't Stop This Feeling I've Got"
18. Soul Seekerz: "Party For The Weekend"
19. AYO: "Down On My Knees"
20. Alex Gaudino feat. Crystal Waters: "Destination Calabria"